# 首席大臣
首席大臣（しゅせきだいじん、Chief Minister)とは、政府の首長に用いられることがある。

## 概要
主に用いられるのは主権国家における行政区画のうち自治体・地方政府ではない直轄地等の地域、または海外領土等の国家に準ずるような高度な自治を有している地域である。

## 具体例
- 首席大臣 (インド)（英語版）
- マン島首席大臣（英語版）
- モントセラト首席大臣（英語版）